# Томаш Угорчик
Томаш Угорчик (словац. Tomáš Uhorčík; XVII век — 1713) — карпатский разбойник словацкого происхождения, живший на рубеже 17-18 веков, товарищ Юрай Яношика.
Он приехал из Кисуце, бедного региона на северо-западе Словакии. В связи с тем, что он прославился игрой на гайде, его часто называли: Гайдош Ухорчик или Гайдошик. Его фамилия встречается в польских текстах в следующих формах: Угорчик, Угорчик, Ухорчик или Ухорчик.
В 1702—1711 годах занимался грабежами. Когда Юрай Яношик стал хозяином бандитов Кисуце, Угорчик отказался от бандитской жизни, сменил имя на Мартина Мравца и поселился в деревне Кленовец, где стал гайдуком. Весной 1713 года Яношик был схвачен в своем доме. После смерти Яношика Угорчик был разоблачен. Подвергаясь пыткам, он раскрыл свое настоящее имя. 19 апреля его отправили в соляной суд, а 22 апреля он был казнен колесованием. Его обвинили в ограблении замка, подстрекательстве Яношика к грабежу и создании угрозы общественному порядку.
В некоторых легендах упоминается Угорчик. Некоторые из них, ссылаясь на предательство Иуды, приписывают ему предательство Яношика.
В Турзовке, в границах которой сейчас расположен поселок Предмирь, установлен обелиск в память о фигуре разбойника.